# 제키 암도우니
모하메드 제키 암도우니 (Mohamed Zeki Amdouni, 2000년 12월 4일 ~ )는 스위스의 축구 선수이며, SL 벤피카에서 공격형 미드필더 또는 공격수로 뛰고 있다. 그는 스위스에서 튀르키예인 아버지와 튀니지인 어머니 사이에서 태어났다.
그는 바젤 임대 소속 시절 아르투르 카브라우와 공동으로 2022-23년 UEFA 유로파컨퍼런스리그 득점왕에 올랐다.